# Niyazoba
Niyazoba è un comune dell'Azerbaigian situato nel distretto di Xaçmaz. Conta una popolazione di 1 352 abitanti.